# Louise Kink
Louise Gretchen Kink Pope (Zurigo, 8 aprile 1908 – Milwaukee, 25 agosto 1992) è stata una degli ultimi superstiti del naufragio del Titanic.

## Biografia
Louise Gretchen Kink nacque l'8 aprile 1908 a Zurigo, Svizzera, dal magazziniere Anton Kink e Luise Heilmann; aveva un fratello (Anton) ed una sorella (Maria). Nel 1912, i Kink decisero di emigrare a Milwaukee, Wisconsin.
Louise e la sua famiglia salirono a bordo del RMS Titanic, come passeggeri di terza classe, il 10 aprile 1912, a Southampton, Inghilterra. Con loro c'erano anche il fratello e la sorella del padre di Louise, Vinzenz e Maria. Anton e Vinzenz occuparono una cabina del ponte G, mentre Louise, la madre e la zia occuparono una cabina a poppa della nave.
Alle ore 23:40 del 14 aprile, il Titanic urtò un iceberg; il padre e lo zio di Louise si svegliarono e corsero sul ponte, vedendo chiaramente la punta dell'iceberg. Tornati in cabina, si cambiarono immediatamente per via dell'afflusso di acqua nella cabina stessa; poi corsero da Louise, svegliando lei e le altre componenti della famiglia. L'intera famiglia Kink si diresse sul ponte, ma Vinzenz e Maria si persero tra la folla.
Louise e la madre vennero caricati sulla lancia di salvataggio n. 2, Anton rimase sul ponte. All'ultimo minuto, Anton riuscì a saltare su una scialuppa mentre veniva abbassata. In un'intervista, Anton apparve il 24 aprile, nella Milwaukee Journal Sentinel, che dichiarò:
Tutti e tre sopravvissero e vennero raccolti dalla nave di soccorso RMS Carpathia. Vinzenz e Maria morirono durante il naufragio ed i loro corpi, se recuperati, non sono mai stati identificati.
Louise e i genitori arrivarono a New York il 18 aprile, e trascorsero i primi quattro giorni al St. Vincent's Hospital. Acquistarono in seguito dei biglietti ferroviari per Milwaukee e lasciarono New York il 22 aprile; arrivano due giorni dopo.
Al suo arrivo a Milwaukee, Anton affittò una fattoria dove lui e la sua famiglia vissero da quel momento in poi. Nel 1919, Anton e Luise divorziarono ed Anton decise di tornare in patria, a Graz, Austria, dove si risposò. Anche Luise si risposò, ma rifiutò di discutere del disastro del Titanic con tutti.
Nel 1932, Louise sposò Harold Pope e la coppia ebbe quattro figli. Divorziarono poco dopo la nascita del quarto figlio; stranamente Louise continuò a farsi chiamare Louise Kink Pope, col cognome assunto dal marito.
Negli anni a venire, Louise divenne una delle persone più coinvolte nelle attività connesse al Titanic. Quando nel 1985 venne rinvenuto il relitto sul fondo dell'Atlantico, Louise esortò davanti alla Camera dei Rappresentanti della commissione della marina mercantile e della pesca come un luogo di protezione, una sorta di memoriale.
Nel 1987 entra a far parte di alcuni sopravvissuti ad una convention svoltasi a Wilmington, Delaware, per commemorare il 75º anniversario del naufragio del transatlantico. Nel 1988, fu presente in un altro convegno organizzato dalla Titanic Historical Society, tenutasi a Boston, Massachusetts. Nel 1990, Louise fu ospite d'onore ad Ellis Island, per commemorare una targa sui passeggeri annegati durante il naufragio. Nonostante la tubercolosi, l'artrite ed il cancro al seno, Louise tornò a Boston, ancora una volta nel 1992, partecipando ad una convenzione del Titanic Historical Society, per commemorare l'80º anniversario del disastro. Nel mese di aprile sempre del 1992, Louise fu ospite d'onore nel New Jersey, al Titanic-related.

### Morte e sepoltura
Luoise morì il 25 agosto 1992, per cancro ai polmoni, a Milwaukee, Wisconsin, ad 84 anni. Venne sepolta accanto a sua madre nel cimitero di Sunnyside di Milwaukee. Sulla fronte delle loro lapidi appaiono le seguenti parole: